# Nastagio dels Onesti
Nastagio dels Onesti és el protagonista d'una de les cent novel·les contingudes en el Decameró de Giovanni Boccaccio. La novel·la, és la vuitena de la cinquena jornada, conta l'amor no correspost del noble de Ravenna, Nastagio, per una noia que en el transcurs de la narració serà induïda a canviar d'opinió després de l'aparició dels fantasmes d'un amant rebutjat i la seva estimada.

## Trama
El jove Nastagio, de la noble família dels Onesti de Ravenna, s'enamora de la filla de Paolo Traversari, pertanyent a una família encara més noble, la qual, orgullosa de la pròpia bellesa i noblesa, rebutja el seu amor. L'obstacle a l'acompliment de la passió amorosa es troba en el caràcter, cru i arrogant, de la bellíssima dona.
Dilapidat inútilment un enorme patrimoni en l'intent d'impressionar a la seva estimada, Nastagio pensa en el suïcidi, però després seguint el consell d'amics i parents i, per oblidar a la dona, s'allunya de Ravenna. Un divendres, endinsant-se en la pineda de Classe, el jove assisteix a una horrible escena en què una jove perseguida per dos mastins i d'un cavaller armat de punyal que en enxampar-la, la mata i dona a menjar el cor i les vísceres als mastins.
A continuació, el cos de la dona es refà, ella s'aixeca i reprèn la fugida i és novament perseguida, morta i donada de nou com a menjar als gossos. Quant a Nastagio, que, essent d'esperit noble, intenta ajudar a la noia, s'atura davant l'explicació del cavaller que li diu que s'allunyi, que ells són fantasmes d'ànimes condemnades a l'infern i que aquella escena es repeteix cada divendres en aquell lloc i en altres llocs els altres dies, respecte a ell (Guido dels Anastagi), enamorat de la dona i rebutjat per ella, es va suïcidar, mereixent per això la condemna de l'infern, mentre la dona, després de la seva mort, castigada per no haver correspost a l'amor que se li oferia, havia de sofrir aquell càstig durant tants anys com mesos havia estat cruel amb ell.
La visió desdobla i duplica la història (el cas) de Nastagio, i la semblança entre els noms del protagonista i el cavaller són bastant indicatives respecte a això. Es posen en escena (com en un teatre) les obsessions amoroses de Nastagio i el risc que ell i la seva estimada corren,de ser protagonistes d'un càstig com el que pateixen contínuament els fantasmes (ella per perseverar en el rebuig de l'amor de Nastagi i ell pensant en el suïcidi pel dolor d'aquest rebuig).

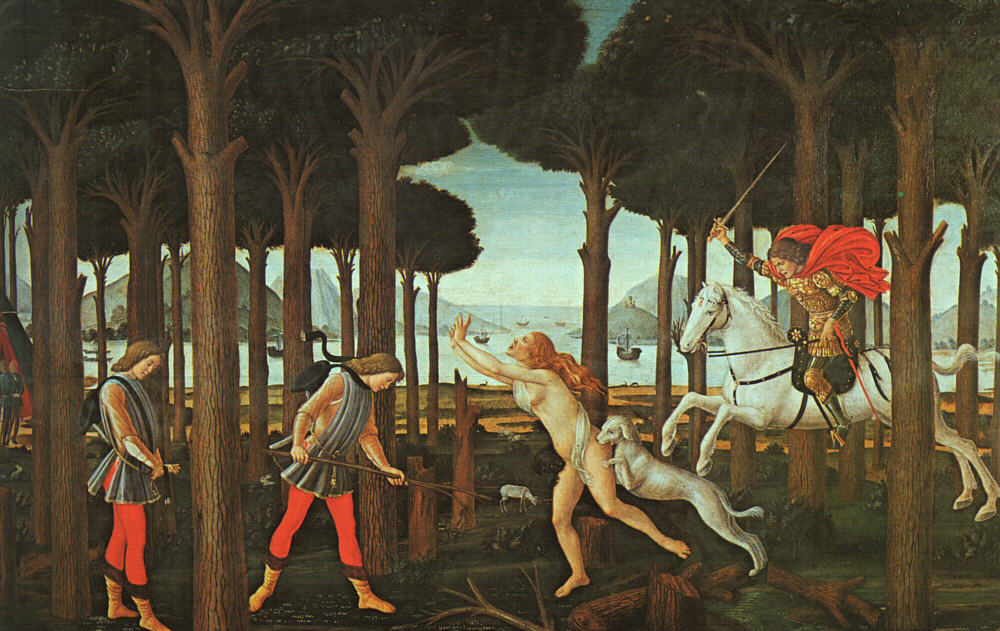
Nastagio dels Onesti. Primer episodi. Sandro Botticelli

Escoltades les paraules del cavaller, Nastagio va decidir aprofitar-se de la situació i envia  a cridar als seus familiars, als quals demana que convidin a la família dels Traversari a un banquet a la pineda pel divendres següent. Nastagio fa preparar un dinar magnífic i fa col·locar les taules sota els pins al voltant del lloc on havia assistit a la matança de la dona. Al banquet participa també la filla dels Traversari: arribats al darrer plat, tots comencen a sentir els crits desesperats de la dona, i es repeteix la macabra escena i la posterior explicació del cavaller.
Aquest fet espanta molt a les dones presents al banquet, però sobretot a la filla dels Traversari, que, espantada per la visió, pensa en la crueltat que sempre ha tingut cap a Nastagio, converteix el seu rebuig en amor i, el diumenge següent, consenteix a casar-se amb Nastagio. A més, totes les dones de Ravenna agafen tanta por que, a partir d'aquell moment, canvien d'actitud  amb els homes, ja que es tornen: "més complaents a entendre's amb els homes que no havien estat abans".

## Nastagio dels Onesti en l'art
Sandro Botticelli va crear una sèrie de quatre panells que il·lustren quatre episodis de la novel·la de Boccaccio, potser van ser un encàrrec de Lorenzo el Magnífic el 1483 per fer-ne donació al seu nebot Giannozzo Pucci amb motiu del seu matrimoni amb Lucrezia Bini aquell any. Conservats els panells al Palazzo Pucci, a la segona meitat del segle xix es van dispersar: tres estan avui en dia al Museu del Prado i només un, l'últim, ha tornat a la seva ubicació original després d'haver estat, entre altres llocs, a la Col·lecció Watney de Charlbury prop de Londres.

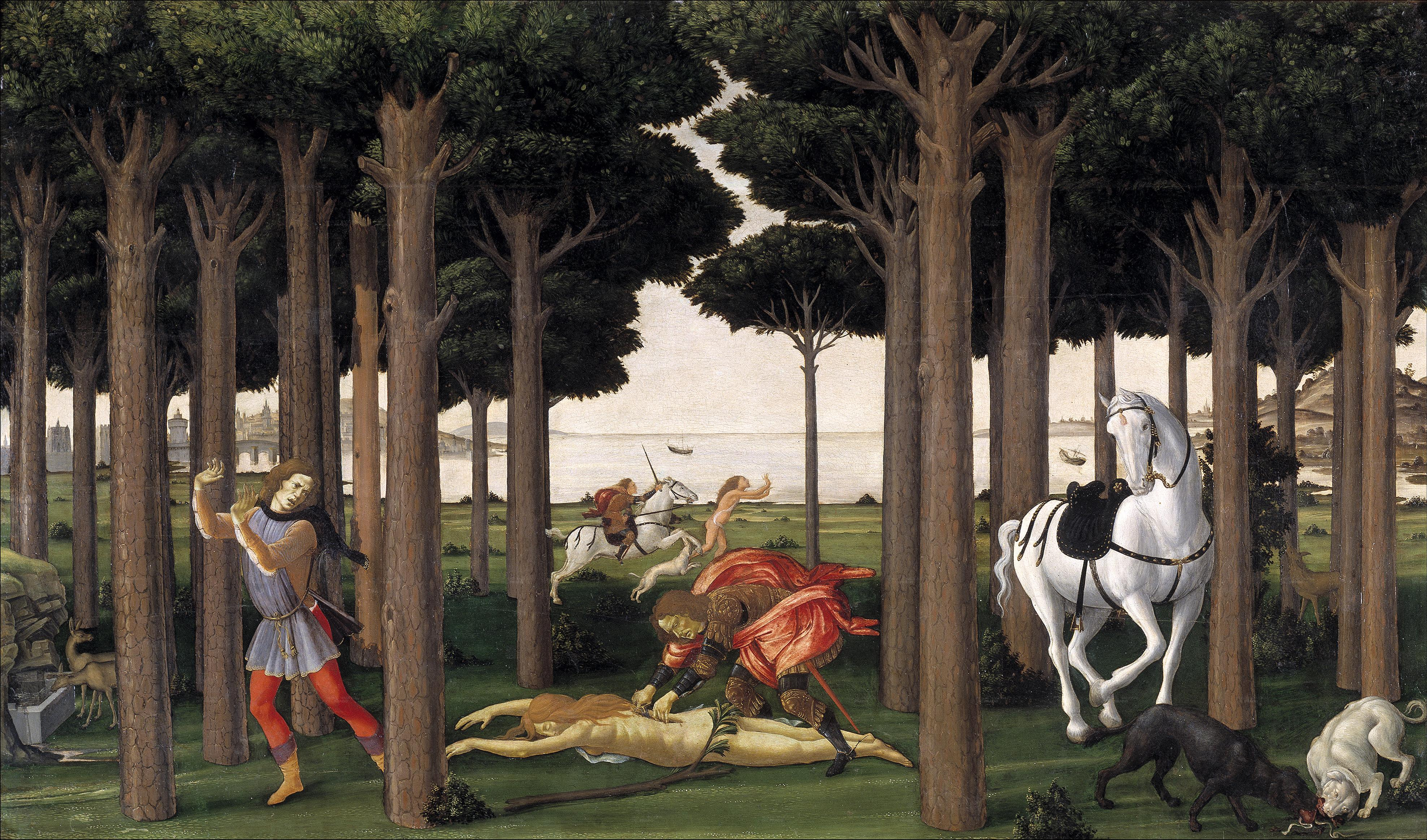
Nastagio dels Onesti. Segon episodi. Sandro Botticelli

En els dos primers panells es narra l'aparició fantasmal, en el tercer es descriu el banquet que organitza Nastagio per sorprendre la seva estimada, i en l'últim es mostra el banquet de noces, que és el final feliç de la parella.

### Nastagio dels Onesti I
Nastagio hi apareix representat tres cops en el mateix quadre. Lluny, conversa amb els seus companys en un campament. Ja en primer terme a l'esquerra, passeja capcot pel rebuig de la seva estimada, i en el centre, apareix amb una branca tractant de defensar la dona nua atacada per dos gossos i perseguida pel cavaller, que apareix a la dreta. La violència de l'escena en primer pla contrasta amb el serè paisatge del fons, que pretén evocar la ciutat de Ravenna.

### Nastagio dels Onesti II
El segon episodi mostra, a l'esquerra, al jove Nastagio, que retrocedeix horroritzat davant l'escena que té lloc al centre de la pintura. La dona ha resultat morta i el cavaller li fa un tall a l'esquena per treure-li el cor i llançar-lo als gossos, que se'l mengen a l'extrem de la dreta. Al fons es veu com l'episodi fantasmal es repeteix amb una nova persecució. Aquesta escena en la llunyania està centrada i emmarcada pels troncs dels arbres.

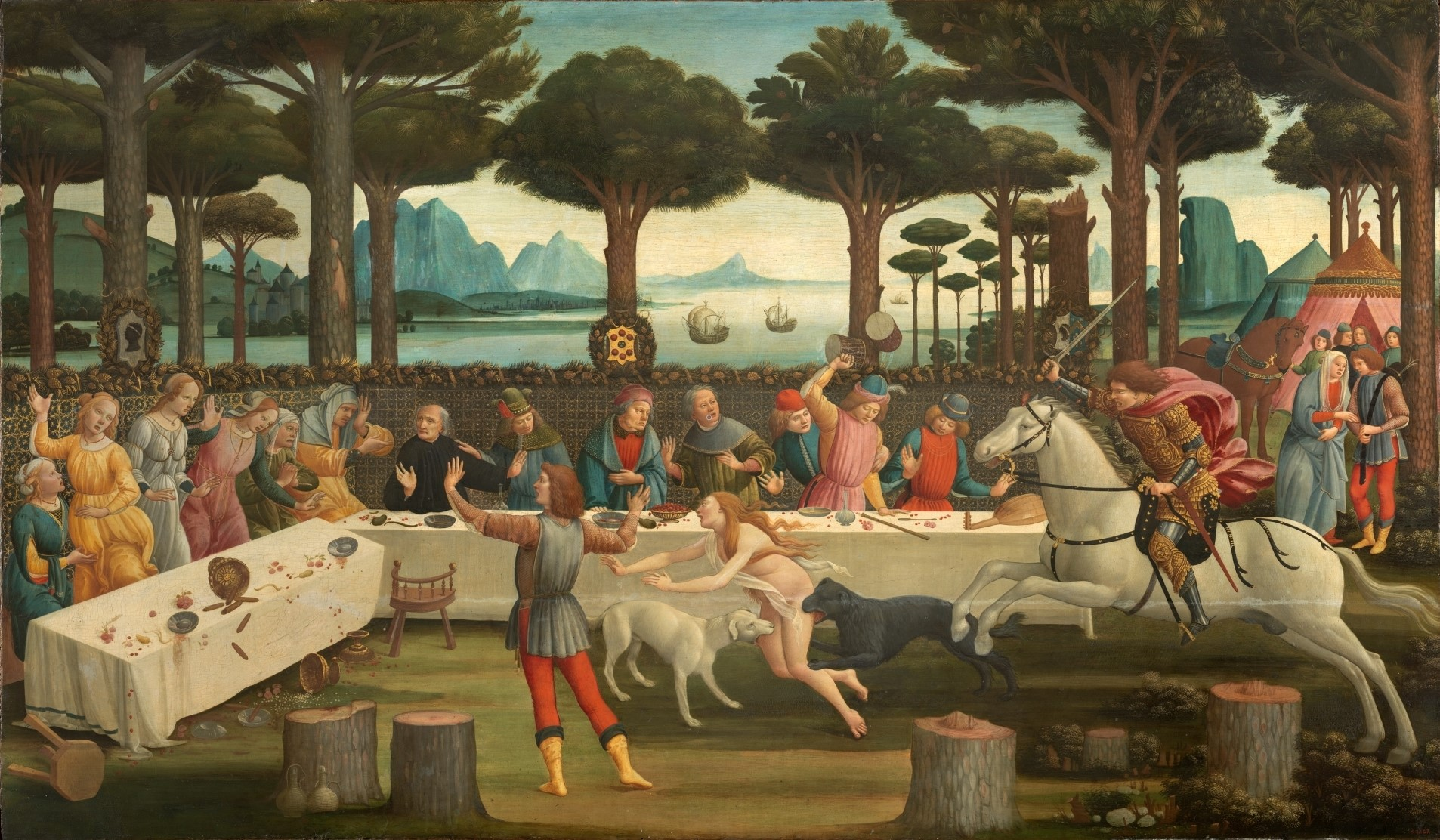
Nastagio dels Onesti. Tercer episodi. Sandro Botticelli

### Nastagio dels Onesti III
En el tercer episodi es reprodueix l'escena de la persecució enmig del banquet a la pineda. Es veu en el centre a la dona atacada pels gossos, amb el genet a la dreta. Nastagio, lleugerament a l'esquerra. Al lateral dret es veu a Nastagio parlant després amb la criada de la seva estimada, que li explica que la jove ha accedit als seus desitjos. Es veuen els escuts dels Bini i els Pucci i també, al centre, el dels Mèdici.

### Nastagio dels Onesti IV
El darrer episodi es diferencia dels altres panells perquè, es presenta com una sola escena: el banquet de noces de Nastagio i la seva núvia. Hi ha dues files de taules col·locades sota uns porxos, amb un arc de triomf al fons.

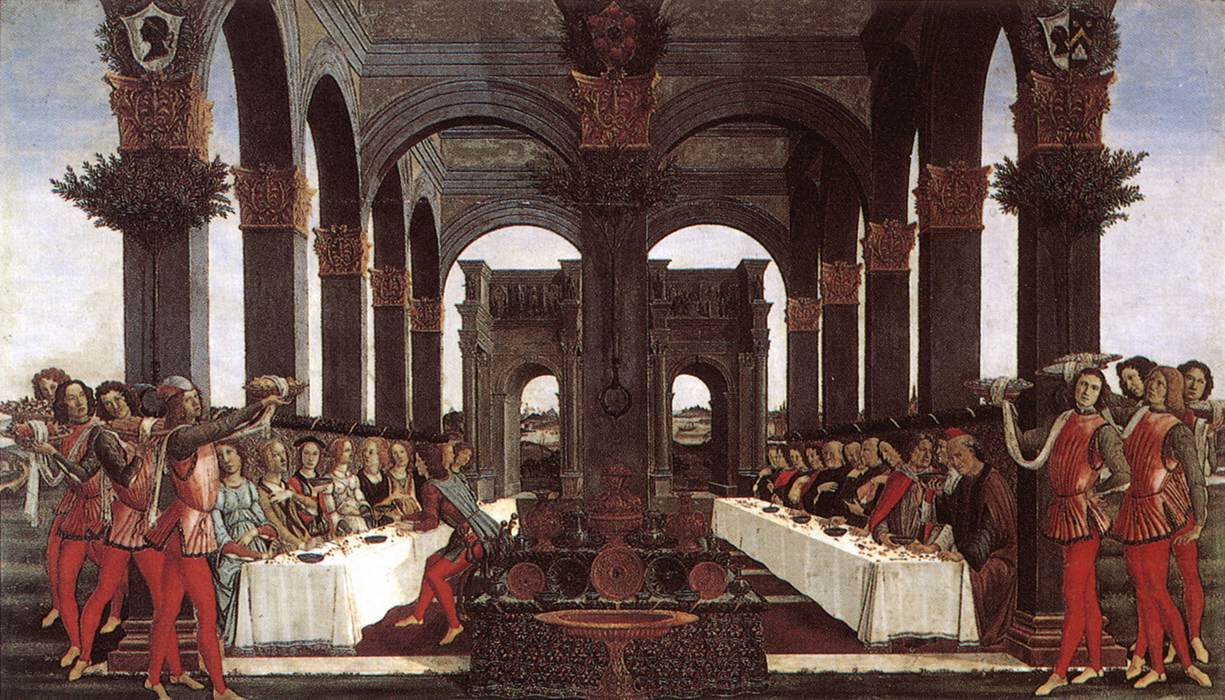
Nastagio dels Onesti. Quart episodi. Sandro Botticelli

## Estil i interpretació
Dos personatges de la novel·la, el cavaller negre i la dona que fuig, són condemnats que es troben a l'Infern. No apareix en el conte cap signe de penediment pels seus pecats, és a dir, el suïcidi per part d'ell ni el rebuig de l'amor per part d'ella. Per Boccaccio, per tant, l'amor, fins i tot en el seu component hedonista, rep una valoració positiva: la mala disposició en l'amor és digna de càstig diví; tothom té el dret a estimar i ser estimat, per tant, la dona també és culpable, per no haver estimat. Per tant, la moral del conte seria que les dones farien bé de consentir a les sol·licituds d'amor.

## La "cacera infernal"
Tota l'escena que té lloc en la novel·la representa una "cacera infernal" que és un element típic de la literatura i de l'imaginari medievals.
La "cacera infernal", ja present a la Divina Comèdia, a la selva dels suïcides (Infern XIII, vv.111-129), és inserida per Boccaccio en una escenografia naturalista molt diferent de la de Dante, un locus amoenus el qual té trets molt menys macabres i més similars a aquells d'un "acte sacramental". Afegirem que en la Divina Comèdia la persecució, no es fa contra els suïcides, sinó contra els malbaratadors; sembla que de fet era també el cas de Nastagio (encara que malbaratava per conquistar l'estimada).